# Дусар
Дусар (фр. Doussard) насеље је и општина у источној Француској у региону Рона-Алпи, у департману Горња Савоја која припада префектури Анси.
По подацима из 2011. године у општини је живело 3561 становника, а густина насељености је износила 176,81 становника/km². Општина се простире на површини од 20,14 km². Налази се на средњој надморској висини од 463 метара (максималној 1.804 m, а минималној 442 m).

## Демографија
| 1861. | 1901. | 1911. | 1921. | 1946. | 1954. | 1962. | 1968. | 1975. | 1982. | 1990. | 1999. | 2011. |
| ----- | ----- | ----- | ----- | ----- | ----- | ----- | ----- | ----- | ----- | ----- | ----- | ----- |
| 1.168 | 1.174 | 909   | 876   | 1.026 | 1.124 | 1.170 | 1.239 | 1.543 | 1.725 | 2.070 | 2.781 | 3.561 |

График промене броја становника у току последњих година